# McLaren MP4-29
El McLaren MP4-29 fue un monoplaza de Fórmula 1 diseñado por Tim Goss para el equipo McLaren para competir en la temporada 2014. Fue conducido por el ex campeón del mundo de pilotos Jenson Button y por Kevin Magnussen, quien reemplazó a Sergio Pérez después de haber ganado el campeonato 2013 de la Fórmula Renault. El MP4-29 fue diseñado para usar el nuevo motor Mercedes V6 1.6 turbo, denominado PU106A Hybrid. Al igual que el motor, el sistema de recuperación de energía fue diseñado por Mercedes, mientras que la caja de cambios fue diseñada por McLaren.
El coche fue presentado el 24 de enero de 2014 en la sede del equipo, situada en Woking, y transmitido en vivo por YouTube.

## Resultados
(Clave) (negrita indica pole position) (cursiva indica vuelta rápida)

| Año  | Motor                               | Neu. | N.º | Pilotos         | 1   | 2   | 3   | 4   | 5   | 6   | 7   | 8   | 9   | 10  | 11  | 12  | 13  | 14  | 15  | 16  | 17  | 18  | 19  | Puntos | Pos. |
| ---- | ----------------------------------- | ---- | --- | --------------- | --- | --- | --- | --- | --- | --- | --- | --- | --- | --- | --- | --- | --- | --- | --- | --- | --- | --- | --- | ------ | ---- |
| 2014 | Mercedes PU106A Hybrid 1.6 V6 Turbo | P    |     |                 | AUS | MYS | BHR | CHN | ESP | MON | CAN | AUT | GBR | GER | HUN | BEL | ITA | SIN | JPN | RUS | USA | BRA | ABU | 181    | 5º   |
| 2014 | Mercedes PU106A Hybrid 1.6 V6 Turbo | P    | 20  | Kevin Magnussen | 2   | 9   | Ret | 13  | 12  | 10  | 9   | 7   | 7   | 9   | 12  | 12  | 10  | 10  | 14  | 5   | 8   | 9   | 11  | 181    | 5º   |
| 2014 | Mercedes PU106A Hybrid 1.6 V6 Turbo | P    | 22  | Jenson Button   | 3   | 6   | 17≠ | 11  | 11  | 6   | 4   | 11  | 4   | 8   | 10  | 6   | 8   | Ret | 5   | 4   | 12  | 4   | 5   | 181    | 5º   |

- ≠ El piloto no acabó el Gran Premio, pero se clasificó al completar el 90% de la distancia total.
- Pilotos y constructores suman puntos dobles en el Gran Premio de Abu Dabi.